# سطح هرمي
السطح الهرمي (Pyramidal surface)، وهو السطح الناشيء من حركة قطعة مستقيم أحد طرفيها ثابت في نقطة معينة، والآخر يتحرك على محيط مضلع مستو.